# Acyliusze
Acyliusze (łac. Acilii) – rzymski ród plebejski, po raz pierwszy wzmiankowany w III wieku p.n.e.

## Członkowie

### Acyliusze Glabrionowie
- Lucjusz Acyliusz, rzymski prawnik z II w. p.n.e., żyjący w czasach Katona Starszego[1].
- Gajusz Acyliusz, rzymski annalista z II w. p.n.e., swoje dzieła pisał w języku greckim[2].
- Maniusz Acyliusz Glabrion, edyl plebejski w 197 p.n.e., pretor w 196 p.n.e. konsul w 191 p.n.e., zwyciężył w bitwie pod Termopilami króla z dynastii Seleucydów Antiocha III Wielkiego. Był również autorem zreformowanego kalendarza w 191 p.n.e.[3]
- Maniusz Acyliusz Glabrion, edyl kurulny w 166 p.n.e., konsul suffectus w 154 p.n.e.[4]
- Maniusz Acyliusz Glabrion, trybun ludowy w 122 p.n.e.[5]
- Maniusz Acyliusz Glabrion, pretor w 70 p.n.e., konsul w 67 p.n.e.[6][7]
- Marek Acyliusz Glabrion, konsul suffectus w 33 p.n.e.
- Maniusz Acyliusz Glabrion, konsul w 91 n.e.[8]
- Maniusz Acyliusz Glabrion, konsul w 124 n.e.
- Maniusz Acyliusz Glabrion, konsul w 152 n.e.
- Maniusz Acyliusz Glabrion, konsul suffectus około 173 n.e., konsul ordinarius w 186 n.e.
- Marek Acyliusz Faustinus, konsul w 210 n.e.
- Marek Acyliusz Glabrion, konsul w 256 n.e.
- Anicjusz Acyliusz Glabrion Faustus, konsul w 438 n.e.
- Anicjusz Acyliusz Aginantius Faustus, konsul w 483 n.e.

### Acyliusze Balbusowie
- Maniusz Acyliusz Balbus, konsul w 150 p.n.e.[9]
- Maniusz Acyliusz Balbus, konsul w 114 p.n.e.[10]

### Acyliusze Awiolowie
- Maniusz Acyliusz Awiola, konsul w 54 n.e.
- Maniusz Acyliusz Awiola, konsul suffectus w 82 n.e.
- Maniusz Acyliusz Awiola, konsul w 122 n.e.
- Maniusz Acyliusz Awiola, konsul w 239 n.e.

### Inni
- Lucjusz Acyliusz Strabon, konsul suffectus w 80 n.e.
- Maniusz Acyliusz Rufus, konsul suffectus w 102 n.e.
- Lucjusz Acyliusz Rufus, konsul suffectus w 107 n.e.
- Gajusz Acyliusz Pryskus, konsul w 132 n.e.
- Acyliusz Sewerus, konsul w 323 n.e.